# Ternavka, Skole
Ternavka (în ucraineană Тернавка) este un sat în comuna Lavocine din raionul Skole, regiunea Liov, Ucraina.

## Demografie
Componența lingvistică a localității Ternavka
     Ucraineană (99,61%)
     Alte limbi (0,39%)
Conform recensământului din 2001, majoritatea populației localității Ternavka era vorbitoare de ucraineană (99,61%), existând în minoritate și vorbitori de alte limbi.